# Länsväg 244
Länsväg 244 går sträckan Nora – Hällefors, i Örebro län.
Den ansluter till:
- Riksväg 68 (vid Lilla Mon)
- Riksväg 50 (vid Lilla Mon)
- Länsväg 243 (vid Gyttorp)
- Länsväg 205 (vid Grythyttan)
- Riksväg 63 (nära Hällefors)